# Lyophyllum trigonosporum
Lyophyllum trigonosporum är en svampart som först beskrevs av Giacopo Bresàdola, och fick sitt nu gällande namn av Robert Kühner 1938. Lyophyllum trigonosporum ingår i släktet Lyophyllum och familjen Lyophyllaceae.   Inga underarter finns listade i Catalogue of Life.